# Szitakötők
A szitakötők (Odonata) lárvakorukban édesvízben fejlődő, ragadozó rovarok. Jellemző rájuk a nagy, összetett szem, a két pár erős, átlátszó – egyes fajok esetében színes – szárny és az elnyújtott, hosszúkás potroh. Tökéletlen átalakulással (hemimetamorfózis) fejlődnek ki, ugyanis nincs bábállapotuk.

## A szitakötők származása
Őseik több mint 300 millió éve, a karbon korban a szárazföldet meghódító szárnyas rovarok egyik úttörő csoportjaként jelentek meg. Egyik közismert fosszilis fajuk a Meganeura monyi, ami 65 cm körüli szárnyfesztávolságával a valaha élt legnagyobb rovarok egyike volt.
Fénykorukat a permben élték, amikor sok új fajuk tűnt fel: megjelentek az első igazi szitakötők és a mai alrendek első, kezdetleges képviselői. Hanyatlásuk csaknem 200 millió éve tart, de még mindig benépesítik földünk szinte valamennyi számottevő édesvízi élőhelyét a sivatagok oázisaitól a trópusi őserdők faodvaiban összegyűlő kisvizekig.

## Előfordulásuk
Mintegy 4000-5000 fajuk világszerte elterjedt a szárazföldeken (természetesen a sarkvidékek és sivatagok kivételével).

### A Kárpát-medencében

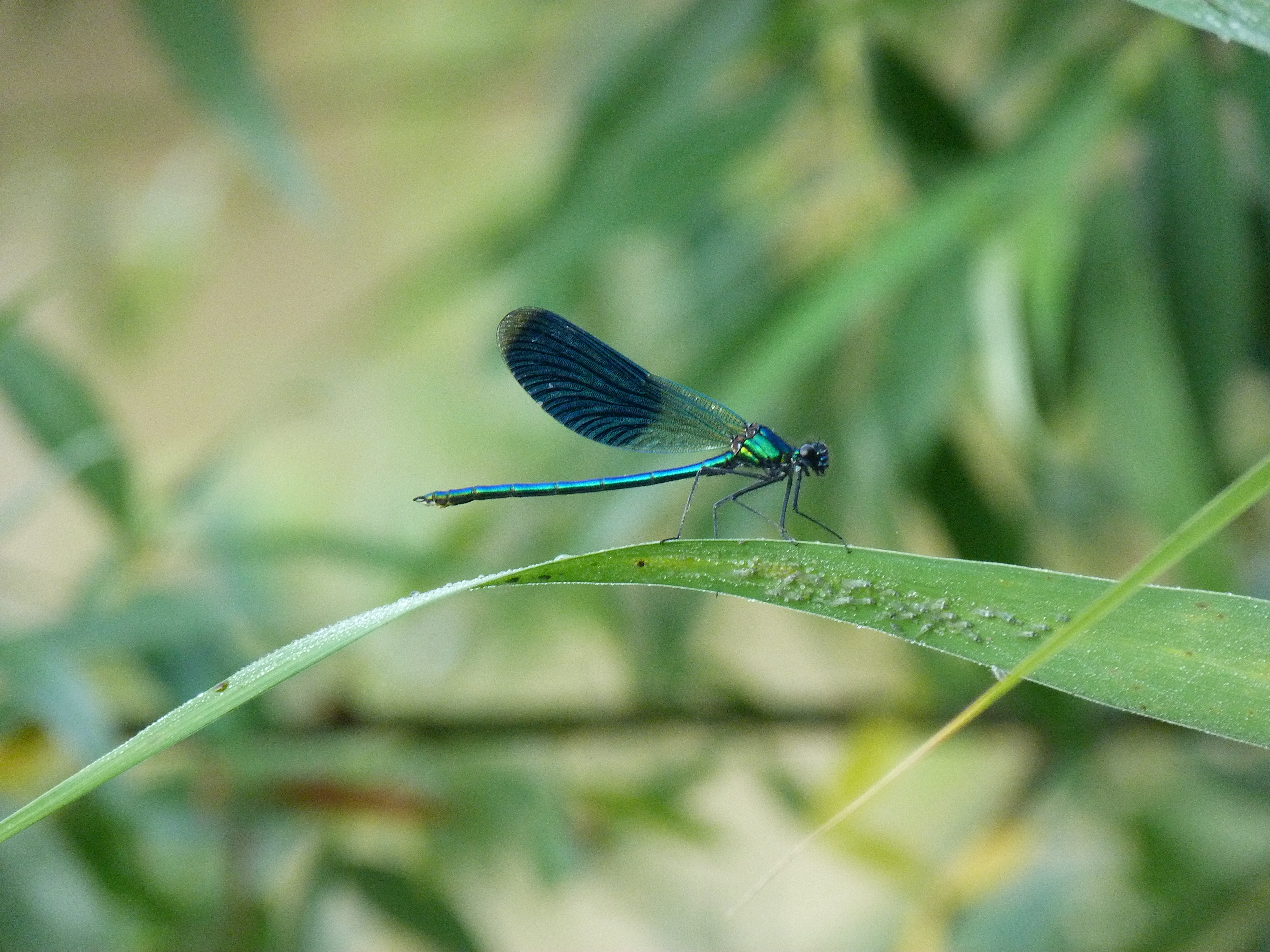
Sávos szitakötő a Küküllő galériaerdejében Székelykeresztúrnál

A Kárpát-medence valamennyi, többé-kevésbé állandó hazai vizében megtalálhatjuk őket. Leginkább a folyóvízi szitakötők kötődnek konkrét környezethez. Gyakran állóvizek, például tavak, mocsarak, vizesárkok környékén repülnek, kisebb mértékben patakok és folyók közelében élnek. Mivel igen jól repülnek, a víztől nagy távolságra is feltűnhetnek.
Magyarországon mintegy 90 fajuk fordul elő.

## Rendszertani felosztásuk, fajaik
Két jelentős alrendjük az egyenlő szárnyú szitakötők vagy kis szitakötők (Zygoptera) és az egyenlőtlen szárnyú szitakötők vagy nagy szitakötők (Anisoptera). Kimutatták hogy a liász földtörténeti korban e két csoport sajátságait egyesítő, köztes tulajdonságú fajok éltek. Ezek nagy többsége kihalt, de Japánban visszamaradt egy ősi alakjuk, az Epiophlebia nem, amit közbülső, Anisozygoptera alrendbe sorolnak.

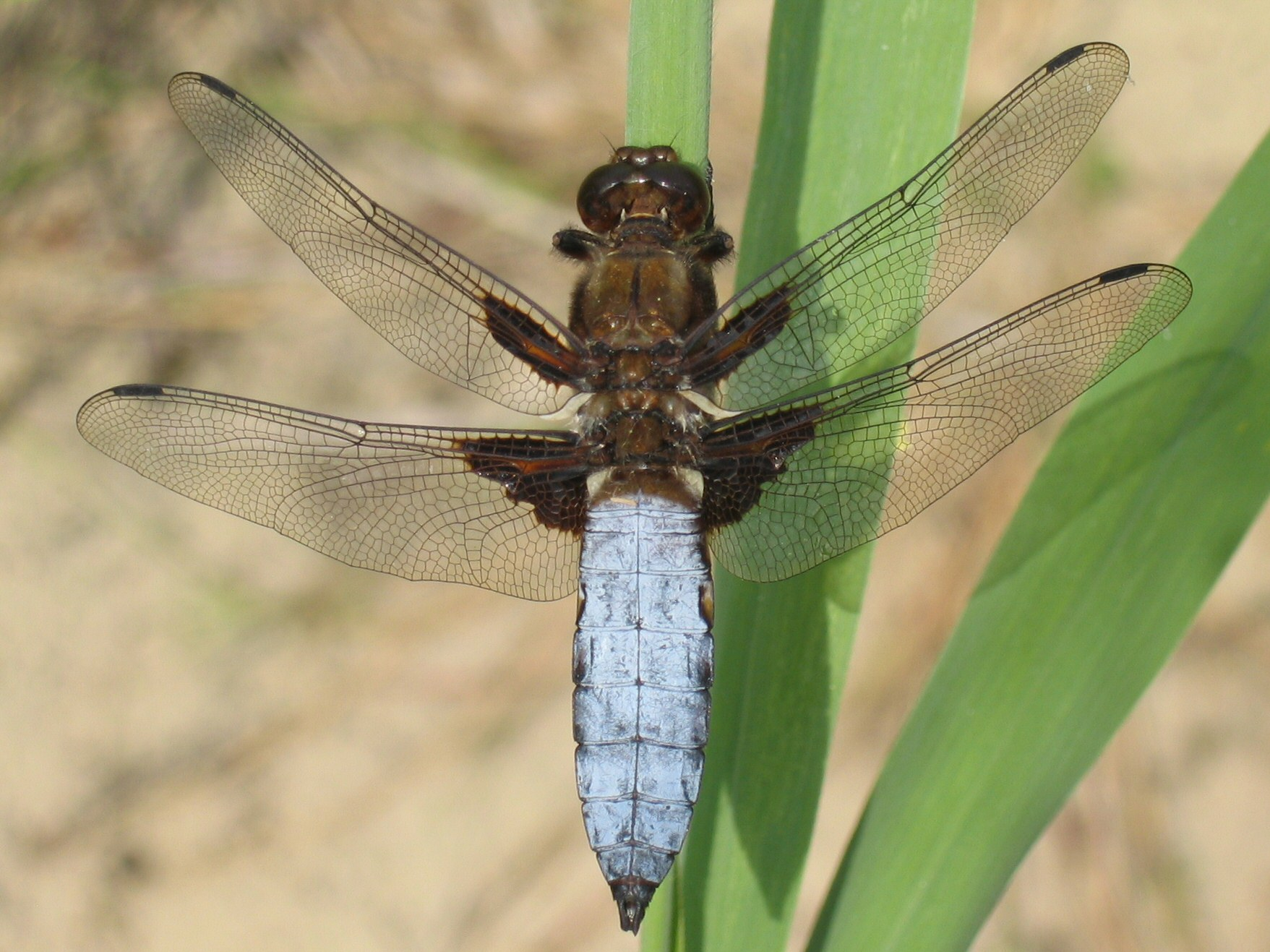
Laposhasú acsa (Libellula depressa), egy jellegzetes Kárpát-medencei egyenlőtlen szárnyú szitakötő

Rendszertani felosztásuk a Kárpát-medencei fajaikkal:
- Egyenlőtlen szárnyú szitakötők vagy nagy szitakötők (Anisoptera) alrend
  - Aeshnoidea öregcsalád
    - Karcsú acsák családja (Aeshnidae)
      - Aeshninae alcsalád
        - Aeshnini nemzetség
          - Fatörzsvadász acsa (Aeshna juncea)
          - Nádi acsa (Aeshna mixta)
          - Sebes acsa (Aeshna cyanea)
          - Gyakori acsa (Aeshna affinis)
          - Lápi acsa (Aeshna isosceles)
          - Zöld acsa (Aeshna viridis)
          - Nagy acsa (Aeshna grandis)

        - Anactini nemzetség
          - Óriás szitakötő (Anax imperator)
          - Tavi szitakötő (Anax parthenope)
          - Nyerges acsa (Hemianax ephippiger)

      - Brachytroninae alcsalád 
        - Brachytronini nemzetség
          - Szőrös szitakötő (Brachytron pratense)

    - Folyami szitakötők vagy csermelyszitakötők (Gomphidae) család
      - Gomphinae alcsalád
        - Sárga szitakötő vagy sárgalábú szitakötő (Gomphus flavipes, Stylurus flavipes) – védett faj
        - Feketelábú szitakötő (Gomphus vulgatissimus) – védett faj
        - Csermelyszitakötő (Onychogomphus forcipatus)
        - Erdei szitakötő (Ophiogomphus cecilia)

  - Cordulegastroidea öregcsalád
    - Hegyi szitakötők (Cordulegastridae) család
      - Sárgasávos hegyiszitakötő (Cordulegaster boltonii)
      - Kétcsíkos hegyiszitakötő (Cordulegaster heros)
      - Hegyi szitakötő (Cordulegaster bidentata)

  - Laposhasú acsafélék (Libelluloidea) öregcsaládja
    - Corduliidae család
      - Corduliinae alcsalád
        - Érces szitakötő (Cordulia aenea)
        - Fémzöld szitakötő (Somatochlora metallica)
        - Sárgafoltos szitakötő (Somathochlora flavomaculata, Somathochlora aenea)
        - Kétfoltú szitakötő (Epitheca bimaculata)

    - Laposhasú acsák családja (Libellulidae)
      - Libellulinae alcsalád
        - Négyfoltos acsa (Libellula quadrimaculata)
        - Kisfoltos laposacsa (Libellula fulva)
        - Laposhasú acsa (Libellula depressa)
        - Vízipásztor (Orthetrum cancellatum)
        - Fehér pásztor (Orthetrum albistylum)
        - Pataki szitakötő (Orthetrum brunneum)
        - Kék pásztor (Orthetrum coerulescens)

      - Sympetrinae alcsalád 
        - Déli szitakötő (Crocothemis erythrea)
        - Közönséges szitakötő (Sympetrum vulgatum)
        - Gyakori szitakötő (Sympetrum striolatum)
        - Sárgatorú szitakötő vagy csíkos katona-szitakötő, sárgás szitakötő (Sympetrum meridionale)
        - Atkás szitakötő (Sympetrum fonscolombei)
        - Útszéli szitakötő vagy sárgaszárnyú szitakötő (Sympetrum flaveolum)
        - Alföldi szitakötő vagy vörös katona-szitakötő (Sympetrum sanguineum)
        - Lassú szitakötő (Sympetrum depressiusculum)
        - Fekete szitakötő (Sympetrum danae)
        - Szalagos szitakötő vagy barnacsíkos szitakötő, barnafoltos szitakötő (Sympetrum pedemontanum)

      - Leucorrhiniinae alcsalád 
        - Tócsaszitakötő (Leucorrhinia caudalis)
        - Piros szitakötő (Leucorrhinia pectoralis)
        - Leucorrhinia albifrons
- Anisozygoptera alrend
  - Epiophlebiidae család

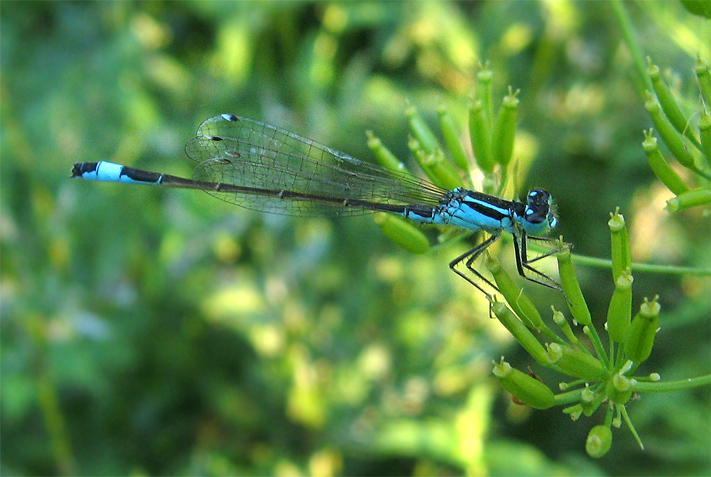
Kék légivadász (Ischnura elegans), egy jellegzetes Kárpát-medencei egyenlő szárnyú szitakötő

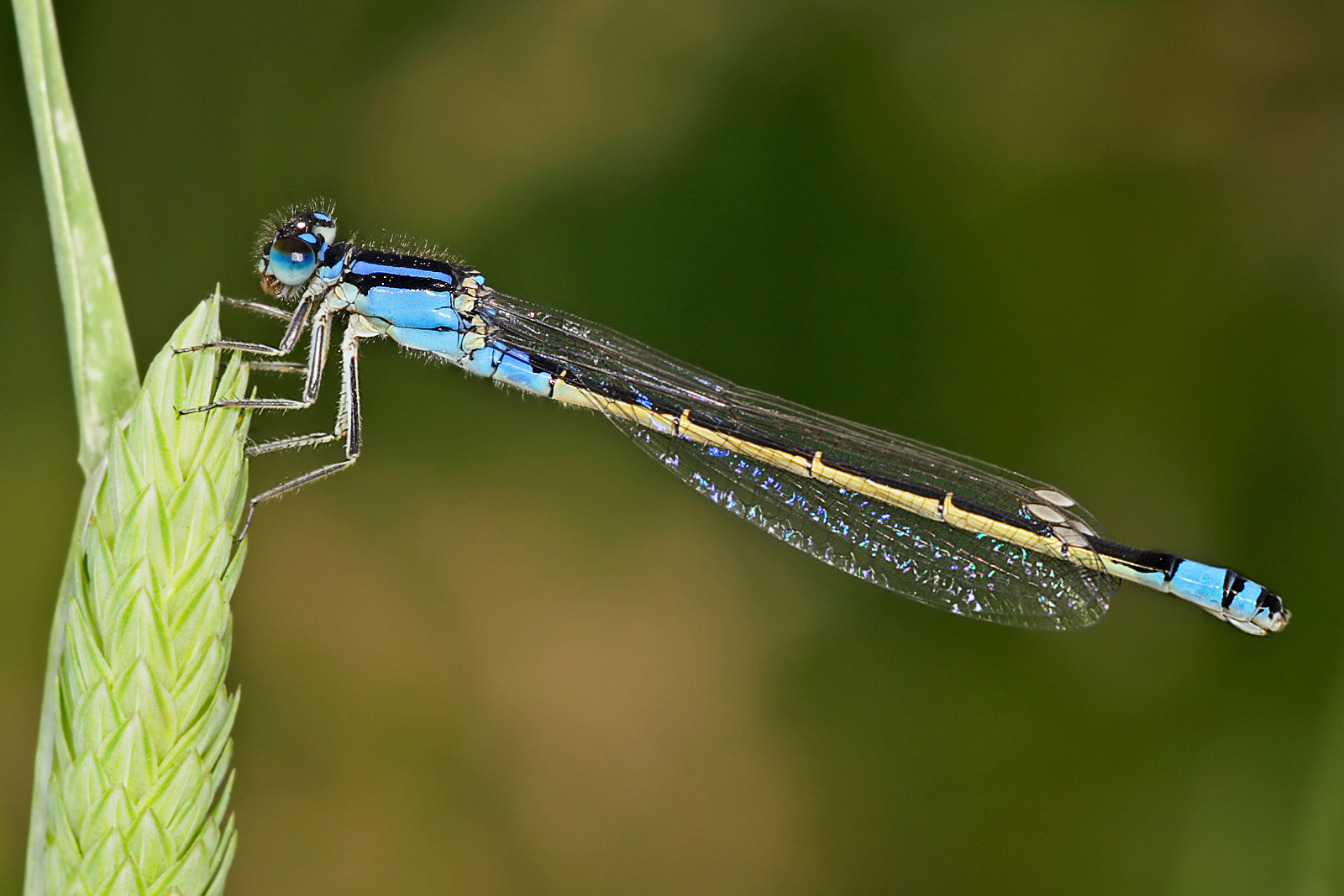
Ischnura heterosticta

- Egyenlő szárnyú szitakötők vagy kis szitakötők (Zygoptera) alrend
  - Calopterygoidea öregcsalád
    - Színes szárnyú szitakötők (Calopterygidae vagy Agrionidae) család
      - Kisasszony szitakötő (Calopteryx virgo vagy Agrion virgo)
      - Sávos szitakötő (Calopteryx splendens avagy Agrion splendens)

  - Lestoidea öregcsalád 
    - Rabló szitakötők (Lestidae) család 
      - Lestinae alcsalád
        - Zöld rabló (Chalcolestes viridis vagy Lestes viridis)
        - Foltos légivadász (más néven: foltoszárnyjegyű rabló, Lestes barbarus)
        - Tavi rabló (Lestes virens)
        - Nagy foltosrabló (Lestes macrostigma)
        - Lomha rabló (Lestes sponsa)
        - Réti rabló (Lestes dryas)

      - Sympecmatinae alcsalád
        - Erdei rabló (Sympecma fusca)

  - Coenagrionoidea öregcsalád
    - Széleslábú szitakötők családja (Platycnemidiae)
      - Széleslábú szitakötő (más néven: levéllábú szitakötő, Platycnemis pennipes)

    - Légivadászok (Coenagrionidae) család
      - Coenagrioninae alcsalád
        - Vörös légivadász (Pyrrhosoma nymphula)
        - Fürge légivadász (Erythromma najas)
        - Zöld légivadász (Erythromma viridulum)
        - Ritka légivadász (Coenagrion scitulum)
        - Lándzsás légivadász (Coenagrion hastulatum)
        - Díszes légivadász vagy díszes szitakötő (Coenagrion ornatum)
        - Szép légivadász (Coenagrion puella)
        - Holdkék szitakötő (Coenagrion lunulatum)
        - Gyakori légivadász (Coenagrion pulchellum)

      - Ischnurinae alcsalád
        - Kéksávos légivadász (Enallagma cyathigerum)
        - Apró légivadász (Ischnura pumilio)
        - Kék légivadász (Ischnura elegans)

## Testfelépítésük, fejlődésük
Szinte minden fajuk lárvája vízben fejlődik. Ennek megfelelően a lárvának – bár alkata és életmódja hasonlít a kifejlett példányéhoz, amellyel testszelvényeinek száma is egyezik – még nincs szárnya, viszont van kopoltyúja és néhány egyéb ideiglenes, úgynevezett lárvaszerve. Ebből az alakból átváltozással (tökéletlen átalakulással, hemimetamorfózissal), tehát fokozatosan, több vedléssel, de bábozódás és szelvényszaporító átalakulás nélkül fejlődik ki az imágó.
Az imágó hosszabb-rövidebb időre elszakad ettől az élettértől, ahová csak szaporodni tér vissza. A megtermékenyített petéket a nőstény vagy közvetlenül a vízbe rakja, vagy valamilyen tojókészülékkel a vízinövények szöveteibe, közvetlenül a mederfenék üledékébe, netán a part menti, nedves talajba. A vízbe kerülő petéket többnyire kocsonyás burok védi és rögzíti az aljzathoz.
A lárva fajonként rendkívül különböző ideig fejlődik és ezt jelentősen befolyásolják a külső körülmények. A kisszitakötők (Zygoptera alrend) lárvái többnyire egy évig fejlődnek, de egyes fajaik már nyáron további nemzedéket hozhatnak létre, más fajok két év alatt fejlődnek ki. Az egyenlőtlen szárnyú (nagy) szitakötők (Anisoptera alrend) fejlődése 2 hónaptól 4 évig tarthat. Melegebb éghajlaton általános szabály, hogy minél rövidebb idő alatt fejlődik ki a lárva, annál tovább él az imágó, de a Kárpát-medencében honos fajok imágói – az erdei rabló kivételével – ősszel elpusztulnak.

### A lárva
Ha nem jön közbe nyugalmi szakasz, a pete mintegy két hét alatt kifejlődik. A nyugalmi szakasz azonban elég gyakori, hogy a telet a pete (mint a zord időjárásnak leginkább ellenálló képlet) vészelje át. A lárvaélet többnyire az olvadás után föltelt vízben kezdődik meg. A kibújó, 1–2 mm-es előlárva már hasonlít a későbbi „vérszomjas” ragadozóra, bár néhány jellegzetessége (pl. szárnyhüvely, serték) csak a későbbi vedlések során alakul ki: a vízben 1–4 év alatt, bábállapot nélkül, fokozatos kifejléssel alakul át imágóvá.
Eleinte a nála kisebb rovarálcákat, planktonikus ráklárvákat és egyéb apró állatokat eszi – ez életének legkritikusabb szakasza, itt a legnagyobb a pusztulás aránya. Ha a kibújt lárva megfelelő körülményeket és táplálékot talál, néhány nap múlva már vedlik is – ezt lárva korában összesen 9–15 alkalommal teszi. Ha kevés a táplálék, az együtt nevelkedő fiatal lárvák egymást falják fel – a nagyobb, hasonló méretű lárváknál ez már jóval ritkább. Ha két nagyobb lárva találkozik, némi fenyegető magatartás, erődemonstráció után legfeljebb rituális támadási kísérlettel jelzik dominanciájukat, de gyakran enélkül vonulnak el. Ez alól kivétel a frissen vedlett, még meg nem szilárdult kutikulájú lárva, amit azonos méretű fajtársai könnyű prédának tekintenek.
Az idősebb lárvák vízi rovarokat, férgeket zsákmányolnak. A nagyobb testű fajok lárvái megeszik az ebihalat, a halivadékot is – ivadéknevelő halastavakban ezzel kárt okozhatnak.
A lárva csak mozgó, élő táplálékot fogyaszt. Többnyire lesből vadászik, de alkalmanként aktívan keresi is az ennivalót. Jellegzetes zsákmányoló eszköze az alsó ajakból kialakult álarc, ami egyes fajoknál – nevéhez híven – eltakarja a szájszerv többi részét. Az álarc villámgyorsan kinyújtható és visszahúzható, így a nagyobb termetű fajok az álarc végén lévő, mozgatható karmokkal vagy fogazott lemezkékkel több mint 1 cm-ről is megragadhatják a zsákmányt, amit az állkapcsok apróznak fel. A nagyobb lárvák fogságban elfogadják a kisebb húsdarabokat is.
A szitakötők lárváit főleg egyes halak, vízi poloskák és bogárlárvák veszélyeztetik. Legtöbb fajuk számára a rejtőzködés a legjobb védelem.

### Az átváltozás
Az átváltozás napja különösen veszélyes a szitakötők életében. Közeledtén a lárva csoportjára, illetve fajára jellemző kibújási helyet kezd el keresni (többnyire a parthoz közel, de a vízben), majd egy időre nyugalomba vonul. A kutikula alatt láthatóan kifejlődik az imágó kültakarója, és a szemek is jól kirajzolódnak. Alkalmas napon a lárva elhagyja a vizet, és kikapaszkodik egy számára megfelelőnek tűnő helyre, ahol elkezdi az utolsó vedlést.
A legtöbb lárva valamilyen tüskés, rücskös, vagy jól átfogható szárú növényt választ magának – olyant, amiben rendesen meg tud kapaszkodni. Kimondottan kedvelik a nádat (Aeshnidae sp.), a keskeny levelű littoralis egyszikűeket (Libellulidae sp., Zygoptera sp.), a szedret, a zsurlókat (Corduliidae sp.), a harasztokat (Cordulegasteridae sp.) stb. Ugyancsak szeretik (Corduliidae, Libellulidae, Gomphidae, sok Zygoptera, esetenként Aeshnidae) a vízben álló füzek, nyárak, égerek kérgét. Többnyire függőleges helyzetben változnak át, kivéve a folyóvízi gomphidákat, amelyek a vízből kijőve gyakran csak vízszintes talajt találnak.
Átváltozáskor pumpáló mozgással megnövelik térfogatukat, és a bőr a nyomásnak engedve a fej hátulsó felétől a középtor hátoldalán át a szárnyhüvelyeknél Y alakban kettéágazva fölhasad, hogy az imágó kiküzdhesse a nyíláson fejét és tora egy részét. Hátrahajolva kiszabadítja lábait, szárnyait és a torszelvények légcsöveit. Ezután visszakapaszkodik a lárvabőrre, és úgy húzza ki potrohát a szűkké vált bőrből. Szárnyai ekkor még csak rövidke, gyűrött csökevénynek látszanak. Az üreges szárnyereket potrohának pumpáló mozgásával feltölti, és ezzel fokozatosan kifeszíti a szárnyakat. A még nedvesen csillogó, nem teljesen kiszínesedett szitakötő kiüríti a folyadékfölösleget, majd szárnyra kap, és szárítkozásra alkalmas pihenőhelyet keres a parti fák között: ez a szűzrepülés. Teste ugyan még napokig nem szilárdul meg teljesen, de néhány óra alatt megkeményedik annyira, hogy hosszabb távokat is repülhessen: ilyenkor még inkább eltávolodik a víztől.
A leendő szitakötő átváltozás közben nem tud kitérni a támadások elől, ezért is olyan fontos a hely és idő helyes megválasztása. A legkedvezőbb időszak az éjszaka és a kora hajnal, amikor a legkevesebb ragadozó (pl. madarak) aktív. Ez nem jelenti azt, hogy szitakötők ne bújnának ki máskor, akár délután is, de ezek jelentős része nádi énekesmadarak gyomrában végzi. A frissen kelt szitakötő gyakran gabalyodik nádi és más vízparti pókfajok hálójába, noha ez a kifejlett példányokkal szinte sosem esik meg. A parttól távolabb merészkedő példányokat nem egyszer hangyák pusztítják el átváltozás közben. A frissen kelt szitakötőkre előszeretettel vadásznak a békák is. Az átváltozásra a legkedvezőbbek a szélcsendes, enyhe, párás hajnalok, amiket verőfényes nappal követ. Csendes eső még elviselhető, de a szeles, viharos idő sok kibújó szitakötőt elpusztíthat.
A fajok egy része viszonylag rövid időszak alatt, tömegesen, vagyis szinkronizáltan kel ki, amikor az időjárást megfelelőnek érzik; az ilyenkor kikelő példányok gyakran egymás hegyén-hátán bújnak össze. Más fajok folyamatosan kelnek a szezonban.

### Az imágó
A ma élő szitakötők testhossza 17–150 mm; nagy többségüké 28–85 mm közötti. A két pár hártyás szárny közel egyforma méretű, sűrűn erezett, pikkelytelen, részben finom szőrös; nyugalmi helyzetben oldalt kiterjesztve vagy a hátukon összecsapva helyezkedik el. Az apró, sörteszerű csápok a fejnél rövidebbek. A láb végén 3 lábfejízük van. Az elpusztult szitakötők eredeti színüket gyorsan elvesztik, ezért a gyűjteményekben csupa kifakult példányt őriznek.
A frissen kikelt szitakötők igyekeznek eltávolodni a víztől, hogy az ivarérett, területüket védő példányok el ne pusztítsák őket. Az átmeneti eltávolodás további előnye a diszperzió, a populációk génkészletének keveredése.
A kitinváz és a szárnyak néhány nap alatt megszilárdulnak. A rovar ilyenkor még könnyűnek, szinte üresnek tűnik, és színezete sem feltétlenül egyezik az ivarérett példányokéval. Ez az időszak a táplálkozásé; a nemrég kelt szitakötők szinte egyfolytában vadásznak a kisebb repülő rovarokra: legyekre, szúnyogokra, rajzó hangyákra – gyakran csoportosan. Több faj (Cordulia aenea, Libellula spp. stb.) akkor kel májusban, amikor tömegesen megjelenik a tavaszi bársonylégy (Bibio marci), a szitakötők könnyen megszerezhető, termetes prédája. Ez a táplálkozással töltött időszak mintegy két hétig tart; ez alatt a rovarok elnyerik végső színezetüket, tartalék energiát halmoznak fel, a nőstények petesejtjei megérnek, testük vaskosabbá válik. A hímek gyakran hamvas bevonatot nyernek, ivarsejtekkel töltik fel járulékos párzószervüket, és elkezdik űzni a nőstényeket. A csoportos táplálkozás és repülés helyét a nőstények többnyire már megtermékenyítve, új kolóniák alapítására alkalmasan hagyják el.
Rágóik jól fejlettek. Az egyenlő szárnyúak a növényzeten ülő zsákmányra vadásznak, az egyenlőtlen szárnyúak röpülő zsákmányra – főként szúnyogokat, legyeket és levéltetveket esznek.
Szinte kizárólag látásukra hagyatkoznak: összetett szemeik feltűnő nagyok és emellett fejtetőjükön háromszög alakban még pontszemeik is vannak. Ágvégekről, magasabb tárgyakról figyelik környezetük mozgásait; fajtársaikat egyes fajok 8 m-ről is felismerik. Fejüket szabadon mozgatják, állkapcsaik erősek, fűrészesek. Apró, sörteszerű csápjaik a fejüknél rövidebbek.
Hatalmas mellkasukban 32 szárnyizom búvik meg; a szitakötők a legjobban repülő rovarok. Fejlett izomzatuk kitartó és gyors repülést tesz lehetővé. Vékony lábaik meglehetősen előre tolódtak, mivel toruk oldalszelvényei rézsút állnak. Ez megnehezíti a járást, de megkönnyíti a zsákmány megragadását, fogva tartását és szájhoz emelését. Ugyancsak a zsákmány megragadására szolgálnak a láb tüskéi.
Az állat súlypontja kissé a szárnyak tövét összekötő vonal mögött van, ezért egyensúlyi helyzete meglehetősen labilis: a sérült potrohú állat nem tud repülni. Repülése jelentősen különbözik a madarakétól: szárnyuk hegyével nem ellipszist, hanem fekvő 8-as alakot írnak le. Széllel szemben, egy helyben, sőt, hátrafelé is képesek repülni, ha a szükség úgy kívánja, tengelyük körül is megfordulnak. A meleg egyáltalában nem zavarja őket.
A szitakötők legalább részben finoman szőrös szárnyai üvegszerűek, kemények, mozgatáskor szinte zörögnek. Rendkívül sűrű szárnyereik hat hosszanti ér körül csoportosulnak; az erek eltérései fontos megkülönböztető bélyegek. A főerek a szárny tövén, az izmok tapadási felületeinél megvastagodnak; egyes izmok csak egy-egy eret mozgatnak, és ezzel a szárnyat változatos helyzetekbe állíthatják. Vannak hajlító, visszahúzó, emelő, közelítő, távolító és feszítő izmaik. A szárny közepén lévő kis háromszög (a szárnytövek közelében, középen kialakult és kissé vastagabb erekkel határolt, széles vagy keskeny háromszög alakú sejtcsoport) és az élesen határolt szárnyjegy a magasabb rendű szitakötőkre jellemző.
Sajátos párosodó mechanizmusuk miatt rendkívül érdekesek a potroh berendezései is. Valamennyi faj potroha tíz szelvényből áll; alakja többnyire hengeres. Potrohuk végén nincs fonalszerű függelék, a hímeken rövid fogószerű fartoldalék vagy ivarkampó ered. Az ivarszervek elhelyezése nemenként eltérő. A hím sokszor kívül látható ivarkampóvá alakult párzó szervét a többi rovartól eltérően a második potrohszelvény hasi oldalán viseli, a nőstény ivarnyílása viszont a 9. potrohgyűrűjén van, és azt – többnyire azoknál a fajoknál, amelyek petéiket közvetlenül a vízbe rakják – a 8. szelvény háromfelé nyúlt ivarbillentyűje (valvula vaginalis) takarja. A többség (Aeschna, Calopteryx, Agrion) a növények szárára helyezi petéit. Erre való a 9. szelvényből növő tojócsövük, ami két, kard alakú, fűrészes nyúlvány: ezekkel hasítja fel az állat a levelet. Az ivarnyílás a tojócső tövében nyílik.
Az imágók – az erdei rabló kivételével – ősszel elpusztulnak.

## Szaporodásuk

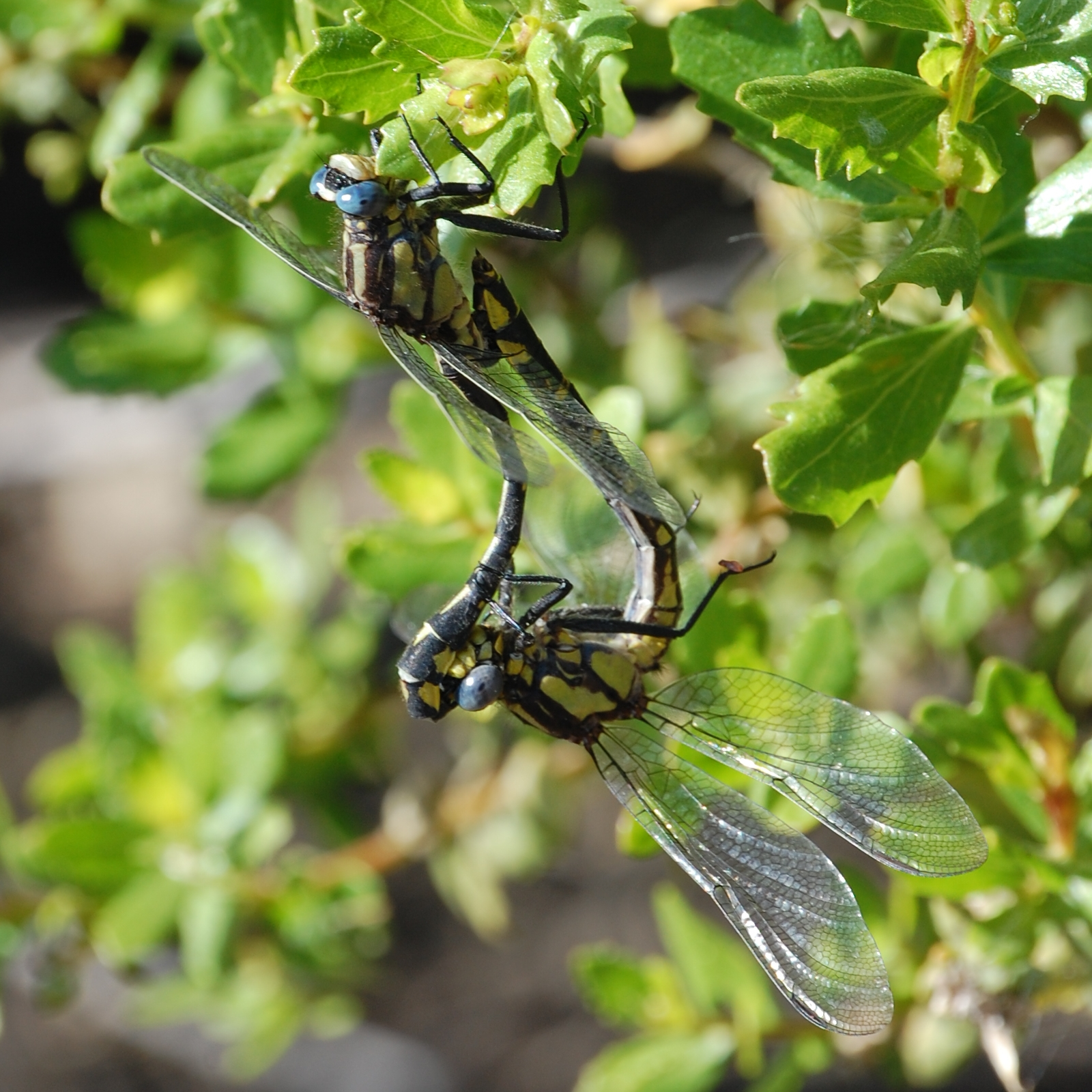
A szitakötők párzása

Számos más rovarcsoporttól eltérően a szitakötő nőstények és a hímek is számtalanszor tudnak párzani, noha a megtermékenyítéshez egyetlen alkalom is elegendő. Bizonyították, hogy a párzó hím párzószervének speciális nyúlványával legelőször is eltávolítja a nőstény ivarszervéből az előző párzásból származó hímivarsejteket. Ez a képesség hallatlan evolúciós lehetőséget kínál fel, és a hímek territoriális magatartásának, párzást követő viselkedésének igen kifinomult módozatait alakította ki. Ezek evolúciós elemzése a mai modern odonatológia egyik legintenzívebben fejlődő ága.
A szitakötők mindkét ivara kitűnően képes fölismerni a szaporodásra (a lárvák fejlődésére) alkalmas vizes élőhelyeket. Szemük érzékeli a víz felszínéről visszaverődő fény polarizálódását, és emiatt mesterséges felületek, tárgyak időnként megtéveszthetik őket. Míg a nőstények idejük jelentős részét a vizektől távol töltik, és csak petét rakni keresik föl azokat, a hímek leginkább arra törekszenek, hogy a megfelelő vizek mentén a lehető legjobb pozíciókat foglalják el. Megpróbálnak az odaérkező nőstények közül minél többel párosodni, hogy génjeiket átörökíthessék.
A Kárpát-medencei fajok közül csak a Calopteryx és Platycnemis nemek kis szitakötőinél találunk kifejezett udvarlási szertartást; a trópusi csoportokban ez gyakoribb. Egyik funkciója a fajazonosság kiderítése (udvarlás közben a hímek jellegzetes faji bélyegeiket mutogatják), másrészt a hím így győződhet meg róla, hogy a nőstény elfogadja. A szitakötők jól látnak, és érzékelik a közvetlen mechanikai ingereket, de semmilyen más érzékszervük nincs. Ősi szervezetekként nem használnak feromonokat, nem hallanak és semmilyen egyéb módon nem kommunikálnak.
A fajazonosság eldöntésének első lépései vizuális ingerek. Ilyen, a hímek figyelmét felkeltő kulcsingerek a nőstények jellegzetes mozdulatai (tojásrakás), jellegzetes repülés, a fajra jellemző színminta. Az érdeklődő hím megpróbálja megközelíteni, utolérni a nőstényt, hogy lábaival megragadja a torát. Mivel a nőstény azonnal megpróbál menekülni hím elől, párzásra csak a rátermett hímnek van esélye. Bizonyos csoportok nőstényei elutasító jelzéseket fejlesztettek ki, és ezeket a hímek többé-kevésbé figyelembe is veszik: ilyenkor abbahagyják a kergetőzést. Az őt elutasító nőstény már nem érdekli a hímet: az többé nem vesz róla tudomást (ez kiváltképp az Anax imperator fajra jellemző).
Ha a hím sikeresen landolt a nőstény torán, megfelelő pozíciót választ, potrohfüggelékeivel megragadja a nőstény nyakszirtjét (Anisoptera) vagy előtorát (Zygoptera). Begörbített potrohvégén levő ondótároló kamrájából feltölti a potroh tövén levő spermiumtároló zsákocskákat ivarsejtekkel. Elengedi a nőstény torát, és annak feje fölött előremozdítja a hasát, hogy specifikus ingereket adjon át a nősténynek. Ezután a nőstény előrehajlítja potrohának végét a hím párzószervéhez; ez az effektív párzás kezdete. Mindezt a levegőben, repülés közben, a másodperc töredéke alatt teszik. A nősténynek ez alatt kell végérvényesen eldöntenie, hogy elfogadja-e a hímet. A nőstény ugyanis választhat: az ő közreműködése nélkül nincs párzás. Ez a rovarok között szinte kuriózumnak számít. A már utolért, megragadott nőstény persze viszonylag ritkán mond nemet, és azt sem szimpátia alapján teszi, hanem valamilyen reflexes beidegzéssel. Kulcsszerepe van a hím specifikus potrohfüggelékeinek, amelyek csak egyféleképpen illeszkedhetnek a nőstény fején/előtorán lévő lenyomatba: a fajazonosságot ez az egyszerű kulcs-zár mechanizmus (vagy az ezzel kombinált tapintási inger) teszi bizonyossá. A párzókészülék feltöltése közben a nőstény további vizuális és mechanikai fajazonosító ingereket kap, és ezek szinte mindig kiváltják magát a párzást.
A párzás általában több mint egy óráig tart – de már nem a levegőben, hanem a növényzeten, háborítatlan körülmények között. Ez alatt az idő alatt a hím előbb eltávolítja a nőstény párzó táskájából az előző hím ivarsejtjeit, majd megtermékenyíti azt. A szitakötők pénisze bonyolultabb szerszám, mint rovarvilág többi tagjáé, ugyanis csúcsán még egy kanál alakú, ostorszerű nyúlvány is nő: ezzel távolítja el a nőstényből a vetélytársak korábban elhelyezett spermiumait. Amint a lapát betalál arra a helyre, ami létének értelmet ad, a hím ritmikus, pumpáló mozgásba kezd, és addig működik, amíg a petesejtek környékét teljesen ki nem takarítja. Saját spermáját csak akkor engedi be, amikor a terep már teljesen tiszta. A rövid idejű párzásokból az eltávolító szakasz kimarad.
A fajok zöménél a hím a párzás után egy ideig valamilyen formában őrzi a nőstényt. Ennek legközvetlenebb módja az, amikor párzás után a hím nem engedi el potrohfüggelékeivel a nőstényt, hanem összekapaszkodva (tandem) keresik föl a peterakó helyet, ahol bizonyos mennyiségű pete lerakásáig együtt maradnak. Így tesz a legtöbb kis szitakötő: lefelé haladnak a hínárok szárán. Hosszabb időt is eltölthetnek a vízszint alatt, és közben a testfelületükön, a szőrzeten és a szárnyakon megtapadt levegőből lélegeznek. Az aeshnidák egy része szintén tandemben rakja petéit, de ők növényi szövetekbe – a sympetrumok pedig a vízbe, nedves talajra vagy egyéb, alkalmasnak ítélt felületre.
Jellegzetes a tandemnél lazább őrzés, amikor a hím néhány percig a petéit a vízbe rakó nőstény fölött szitál, és elűzi az azonos fajú hímeket a közelből. Ez a viselkedés a Kárpát-medencei fajok közül a leucorrhiniák, az orthetrumok és a libellulák sajátja. A többi faj nőstényei egyedül rakják petéiket, miközben újabb hím ragadhatja meg és késztetheti párzásra őket. A nőstények ezt igyekeznek elkerülni, ezért gyakran kora reggel, vagy éppen szürkületkor, a hímek aktivitási idején kívül keresik fel a peterakó helyeket.
Egyes fajok (föltehetőleg az ősibbek) egyszerűen a víz felszínére petéznek. Így például az Epitheca bimaculata kocsonyás peterakásai néha 30 cm átmérőjű foltokban úszkálnak a vízen.

## Területbirtokló magatartásuk
A szitakötő hímek territoriális viselkedésének két fő fajtája fejlődött ki.
- A fajok egy része őrhelyet foglal, és ott strázsál a megfelelő élőhely mellett. Időnként körbejárja territóriumát: megpróbálja elűzni a betolakodó fajtárs hímeket és rámozdul az idegen fajokra. Ha sikerül, párzik a betévedő, ivarérett, párzásra kész nőstényekkel. Az ilyen fajok ivarérett hímeinek mintázata többnyire roppant feltűnő. Amikor kevés a hím, megpróbálnak nagy territóriumot védeni, sőt, azt időről időre változtatják is, hogy növeljék a nőstényhez jutás esélyét. Ha nagyobb a konkurencia, megelégszenek kisebb területtel is, de azt megpróbálják minden áron megvédeni. Ha nagyon sokan élnek kis helyen, a terület védelme fontosabb lehet, mint idegen ivarsejt eltávolítása a megtermékenyítés előtti, az ugyanis órákat vehet igénybe. Ilyenkor célszerűbb magatartás egy gyors párzás után rövid ideig őrizni a peterakó nőstényt, majd visszatérni az eredeti pozícióba. A hímek egy része ilyenkor nyilvánvalóan kiszorul a legjobb helyekről, és alternatív stratégiaként kissé messzebb helyezkedik a vízparttól, hogy territoriális hímek mozgási körzetén kívül kaphassa el a vízhez érkező nőstényeket. Mivel itt kisebb a territoriális harcok nyomása, hosszabb párzásra van idő, ami megtérül, mert az ilyen kopulációból akkor is marad örökítő anyag a nőstényben, ha az ezután újra párzik. A Kárpát-medencei fajok közül ez a libellulidák többségének stratégiája, és hasonló a színesszárnyú szitakötőké (Calopterygidae) is, de az ő territoriális magatartásukhoz udvarlási szertartás is tartozik.
- A másik alapvető területbirtokló magatartás az állandó járőrözés. Ezek a „repülő” szitakötők állandóan mozognak, és a területet egymás kölcsönös elkerülésével aszerint osztják fel, hogy milyen sűrűn élnek az adott helyen. A megosztandó „forrás” a párzáshoz jutás valószínűsége. Ha nagyon sokan vannak nagyon kis helyen, azt nemcsak térben, de időben is megosztják, ha viszont kicsi a konkurencia, aktívan keresik a nőstényeket. Az ilyen fajok a másodlagos nemi jellegei nem annyira feltűnőek, mint a strázsáló szitakötőknél.

## A szitakötők kutatása
A zoológia szitakötőkkel foglalkozó résztudománya az odonatológia. Az egyes országok szitakötőkutatóit és azok nemzeti szervezeteit a Societas Internationalis Odonatologica (SIO) társulat fogja össze – tagszervezetei közül Európában a német ajkúaké a legtöbb tagot számláló odonatológiai társaság. Európán kívül igen jelentős az amerikaiak egyesülete, a legnépesebb pedig a japán csoport, mivel ebben az országban a szitakötőknek valóságos kultusza van. 1997-ben a SIO alapítvánnyá alakult át; a tagság zömét a Worldwide Dragonfly Organization (WDO) fogja össze.
Az első jelentősebb hazai odonatológus Kohaut Rezső volt. 1896-ban adta ki „A magyarországi szitakötő-félék természetrajza” című könyvét, és abban számos hazai megfigyelés adatait ismertette. Határozó kulcsai alapján ma is viszonylag jól eligazodhatunk a hazai fajok között. A 20. század legjelentősebb magyar odonatológusai közül néhányan:
- Pongrácz Sándor,
- Újhelyi Sándor,
- Varga Zoltán,
- Steinmann Henrik,
- Benedek Pál,
- Dévai György.

A század végén Dévai György szervezte meg a szakma hazai szervezetét, a Magyar Odonatológusok Baráti Körét. Szervezett kutatásra többé-kevésbé a Magyar Madártani és Természetvédelmi Egyesület Nappali Lepke- és Szitakötő Védelmi Szakosztályában van lehetőség.

## Kapcsolódó cikk
- Magyarország szitakötőfajainak listája